# Pier Giorgio Frassati
Pier Giorgio Frassati (* 6. April 1901 in Turin; † 4. Juli 1925 ebenda) war ein italienischer, angehender Bergbauingenieur, Alpinist und Tertiar des Dominikanerordens. Er wird in der römisch-katholischen Kirche als Seliger verehrt. Seine Heiligsprechung ist für den 7. September 2025 angekündigt worden.

## Leben
Pier Giorgio Frassati stammt aus einer Familie des Turiner Bürgertums. Sein Vater Alfredo Frassati, selbst Agnostiker, war Gründer und Direktor der italienischen Tageszeitung La Stampa und Diplomat. Unter anderem war er von 1920 bis 1922 italienischer Botschafter in Berlin.
Ohne dass seine Familie es bemerkte, stellte er sich schon früh in den Dienst der Armen aus den Elendsvierteln Turins, später vermittels der von Frédéric Ozanam nach dem Vorbild des Heiligen Vinzenz von Paul gegründeten Vinzenz-Konferenzen, deren Mitglied er seit 1918 war.
Er trat 1919 dem Katholischen Studentenbund und der Katholischen Aktion bei, nachdem er im Vorjahr das Studium der Montanwissenschaften an der Technischen Hochschule Turin aufgenommen hatte. Als Motivation für den Berufswunsch gab er an, als Bergbauingenieur könne er Christus besser „unter den Bergleuten dienen“.
Er engagierte sich ab 1921 politisch in der Italienischen Volkspartei, die sich den Prinzipien der Katholischen Soziallehre widmete. Während der Amtszeit seines Vaters als Botschafter in Deutschland hielt er sich einige Zeit als Gaststudent in Berlin und in Freiburg im Breisgau bei der Familie des Theologen Karl Rahner auf. Im gleichen Jahr nahm er am ersten Kongress der Vereinigung Pax Romana teil.
1922 trat er dem Dritten Orden der Dominikaner bei. Mit einigen Freunden gründete er 1924 die „Gesellschaft undurchsichtiger Typen“, die ihre Spiritualität während ausgedehnter Alpenwanderungen pflegen wollten.
Nach einem seiner Besuche in den Elendsvierteln erkrankte er 1925 an Kinderlähmung, an der er nach sechstägiger Krankheit am 4. Juli, einen Tag vor seinem Examen als Bergbauingenieur, mit 24 Jahren starb. Zur Überraschung seiner Familie, der gegenüber er seine karitative Tätigkeit weitgehend verborgen hatte, erwiesen ihm Tausende an seiner Totenbahre die letzte Ehre. Rasch setzte eine große Verehrung ein und vielen katholischen Jugendgruppen diente der Verstorbene als Vorbild und Namenspatron. 1981 wurde der zunächst in Pollone bei Turin Bestattete exhumiert und der Leichnam unverwest gefunden; er wurde daraufhin in einer Seitenkapelle der Kathedrale von Turin beigesetzt.

## Verehrung und Seligsprechung
1987 wurde Frassati von Papst Johannes Paul II. zum ehrwürdigen Dieners Gottes erhoben, am 20. Mai 1990 sprach derselbe Papst Pier Giorgio Frassati selig. Die Päpste Johannes Paul II. und Benedikt XVI. stellten Frassati, den „Menschen der acht Seligpreisungen“, bei verschiedenen Weltjugendtagen den Teilnehmern als Schutzpatron und Vorbild für die Heiligkeit der Laien vor Augen.
Im Jahr 2000 wurde im Piemont der Sentiero Frassati Internazionale di Pollone eingeweiht.
Die Heiligsprechung von Frassati ist für den 7. September 2025 vorgesehen.